# IIHF Continental Cup 2019/20
Der IIHF Continental Cup 2019/20 war die 23. Austragung des von der Internationalen Eishockey-Föderation IIHF ausgetragenen Wettbewerbs. Das Turnier begann am 20. September 2019, das Superfinale fand vom 10. bis 12. Januar 2020 statt. Insgesamt spielten 20 Mannschaften aus ebenso vielen europäischen Ländern in insgesamt sieben Turnieren.

## Modus
- Der Sieger des Continental Cups erhält ein Startrecht für die Champions Hockey League (CHL) der folgenden Spielzeit
- Kein Teilnehmer ist automatisch für das Finalturnier qualifiziert, d. h. alle Mannschaften müssen sich über Qualifikationsturniere der verschiedenen Runden für das Super-Finale qualifizieren
- Am Continental Cup dürfen Mannschaften aus den Ländern der Gründungsligen der CHL nicht teilnehmen (Schweden, Finnland, Tschechien, Schweiz, Deutschland, Österreich)

## Turnierübersicht und Teilnehmer
| Runde        | Datum                                   | Gruppe   | Austragungsort    | Teilnehmer                                                                               | Zuschauer | Zuschauer |
| Runde        | Datum                                   | Gruppe   | Austragungsort    | Teilnehmer                                                                               | Gesamt    | Schnitt   |
| ------------ | --------------------------------------- | -------- | ----------------- | ---------------------------------------------------------------------------------------- | --------- | --------- |
| Erste Runde  | 20. September 2019 – 22. September 2019 | Gruppe A | Istanbul, Türkei  | KHK Roter Stern Belgrad SK Irbis-Skate Skautafélag Akureyrar Zeytinburnu Belediyesi SK   | 1.536     | 128       |
| Erste Runde  | 20. September 2019 – 22. September 2019 | Gruppe B | Mechelen, Belgien | KHL Zagreb HYC Herentals CH Txuri Urdin San Sebastián HC Bat Yam                         | 2.772     | 231       |
| Zweite Runde | 18. Oktober 2019 – 20. Oktober 2019     | Gruppe C | Browary, Ukraine  | HK Mogo Riga HK Donbass Donezk ASC Corona 2010 Brașov KHK Roter Stern Belgrad            | 5.669     | 944       |
| Zweite Runde | 18. Oktober 2019 – 20. Oktober 2019     | Gruppe D | Ritten, Italien   | Ritten Sport Ferencvárosi TC Budapest HK Olimpija Ljubljana CH Txuri Urdin San Sebastián | 3.368     | 561       |
| Dritte Runde | 15. November 2019 – 17. November 2019   | Gruppe E | Vojens, Dänemark  | Nottingham Panthers Gothiques d’Amiens SønderjyskE Vojens Ferencvárosi TC Budapest       | 9.324     | 1.554     |
| Dritte Runde | 15. November 2019 – 17. November 2019   | Gruppe F | Krakau, Polen     | HK Beibarys Atyrau HK Njoman Hrodna KS Cracovia Krakau HK Donbass Donezk                 | 5.400     | 900       |
| Finale       | 10. Januar 2020 – 12. Januar 2020       | Finale   | Vojens, Dänemark  | Nottingham Panthers SønderjyskE Vojens HK Njoman Hrodna KS Cracovia Krakau               | 13.335    | 2.222     |

## Erste Runde
Erstmals findet ein Turnier des Continental Cups in Belgien statt.

### Gruppe A
Die Spiele der Gruppe A fanden vom 20. bis 22. September 2019 in der türkischen Hauptstadt Istanbul statt. Gespielt wurde im Silivrikapı Buz Pateni Salonu. Die Teilnehmer waren der Zeytinburnu Belediyesi SK als Gastgeber, Skautafélag Akureyrar (Island), der KHK Roter Stern Belgrad aus Serbien und der SK Irbis-Skate (Bulgarien). Der Sieger der Gruppe A qualifiziert sich für die zweite Runde. Dort trifft er in der Gruppe C auf bereits für die zweite Runde gesetzte Mannschaften.
| 20. September 2019 16:00 Uhr (Ortszeit) | Skautafélag Akureyrar | 1:6 (1:2, 0:2, 0:2) Spielbericht | KHK Roter Stern Belgrad | Silivrikapı Buz Pateni Salonu, Istanbul Zuschauer: 80 |

| 20. September 2019 20:00 Uhr | SK Irbis-Skate | 3:5 (1:1, 1:2, 1:2) Spielbericht | Zeytinburnu Belediyesi SK | Silivrikapı Buz Pateni Salonu, Istanbul Zuschauer: 220 |

| 21. September 2019 14:00 Uhr | SK Irbis-Skate | 3:0 (1:0, 1:0, 1:0) Spielbericht | Skautafélag Akureyrar | Silivrikapı Buz Pateni Salonu, Istanbul Zuschauer: 92 |

| 21. September 2019 18:00 Uhr | KHK Roter Stern Belgrad | 6:2 (1:1, 2:1, 3:0) Spielbericht | Zeytinburnu Belediyesi SK | Silivrikapı Buz Pateni Salonu, Istanbul Zuschauer: 140 |

| 22. September 2019 14:00 Uhr | KHK Roter Stern Belgrad | 5:3 (0:0, 4:2, 1:1) Spielbericht | SK Irbis-Skate | Silivrikapı Buz Pateni Salonu, Istanbul Zuschauer: 64 |

| 22. September 2019 18:00 Uhr | Zeytinburnu Belediyesi SK | 4:3 (0:0, 1:3, 3:0) Spielbericht | Skautafélag Akureyrar | Silivrikapı Buz Pateni Salonu, Istanbul Zuschauer: 172 |

| Pl. |                           | Sp | S | OTS | OTN | N | Tore  | Punkte |
| 1.  | KHK Roter Stern Belgrad   | 3  | 3 | 0   | 0   | 0 | 17:06 | 9      |
| 2.  | Zeytinburnu Belediyesi SK | 3  | 2 | 0   | 0   | 1 | 11:12 | 6      |
| 3.  | SK Irbis-Skate            | 3  | 1 | 0   | 0   | 2 | 09:10 | 3      |
| 4.  | Skautafélag Akureyrar     | 3  | 0 | 0   | 0   | 3 | 04:13 | 0      |

Abkürzungen: Pl. = Platz, Sp = Spiele, S = Siege, OTS = Siege nach Verlängerung (Overtime) oder Penaltyschießen, OTN = Niederlagen nach Verlängerung oder Penaltyschießen, N = Niederlagen

Erläuterungen: Qualifikation für die zweite Runde

### Gruppe B
Die Spiele der Gruppe B fanden vom 20. bis 22. September 2019 im belgischen Mechelen statt. Gespielt wurde im dortigen Ice Skating Center. Die Teilnehmer waren der HYC Herentals als Gastgeber, der KHL Zagreb (Kroatien), der CH Txuri Urdin aus Spanien und der HC Bat Yam (Israel).
Der Sieger der Gruppe B qualifiziert sich für die zweite Runde. Dort trifft er in der Gruppe D auf bereits für die zweite Runde gesetzte Mannschaften.
| 20. September 2019 16:00 Uhr (Ortszeit) | CH Txuri Urdin San Sebastián | 7:1 (5:0, 0:1, 2:0) Spielbericht | KHL Zagreb | Ice Skating Center, Mechelen Zuschauer: 111 |

| 20. September 2019 20:00 Uhr | HYC Herentals | 7:4 (1:3, 2:0, 4:1) Spielbericht | HC Bat Yam | Ice Skating Center, Mechelen Zuschauer: 280 |

| 21. September 2019 16:00 Uhr | KHL Zagreb | 12:4 (4:0, 5:2, 3:2) Spielbericht | HC Bat Yam | Ice Skating Center, Mechelen Zuschauer: 200 |

| 21. September 2019 20:00 Uhr | HYC Herentals | 2:5 (0:3, 0:1, 2:1) Spielbericht | CH Txuri Urdin San Sebastián | Ice Skating Center, Mechelen Zuschauer: 320 |

| 22. September 2019 16:00 Uhr | HC Bat Yam | 4:5 (0:1, 3:1, 1:3) Spielbericht | CH Txuri Urdin San Sebastián | Ice Skating Center, Mechelen Zuschauer: 180 |

| 22. September 2019 20:00 Uhr | KHL Zagreb | 4:2 (1:0, 3:2, 0:0) Spielbericht | HYC Herentals | Ice Skating Center, Mechelen Zuschauer: 295 |

| Pl. |                              | Sp | S | OTS | OTN | N | Tore  | Punkte |
| 1.  | CH Txuri Urdin San Sebastián | 3  | 3 | 0   | 0   | 0 | 17:07 | 9      |
| 2.  | KHL Zagreb                   | 3  | 2 | 0   | 0   | 1 | 17:13 | 6      |
| 3.  | HYC Herentals                | 3  | 1 | 0   | 0   | 2 | 11:13 | 3      |
| 4.  | HC Bat Yam                   | 3  | 0 | 0   | 0   | 3 | 12:24 | 0      |

Abkürzungen: Pl. = Platz, Sp = Spiele, S = Siege, OTS = Siege nach Verlängerung (Overtime) oder Penaltyschießen, OTN = Niederlagen nach Verlängerung oder Penaltyschießen, N = Niederlagen

Erläuterungen: Qualifikation für die zweite Runde

## Zweite Runde
Die zweite Runde des Continental Cups wurde vom 18. bis 20. Oktober 2019 in zwei Gruppen ausgespielt. Die Spielorte waren das TRZ Terminal im ukrainischen Browary (mit Gastgeber HK Donbass Donezk, HK Mogo (Lettland), ASC Corona 2010 Brașov (Rumänien) und dem Sieger der Gruppe A, KHK Roter Stern Belgrad aus Serbien) sowie die Ritten Arena im italienischen Klobenstein (mit Gastgeber Ritten Sport, Ferencvárosi TC (Ungarn), HK Olimpija (Slowenien) und dem Qualifikanten aus der ersten Runde, CH Txuri Urdin San Sebastián).
Die Erstplatzierten der beiden Gruppen erreichten die dritte Runde und trafen dort auf die für die dritte Runde gesetzten Mannschaften.

### Gruppe C
| 18. Oktober 2019 16:00 Uhr (Ortszeit) | ASC Corona 2010 Brașov | 3:5 (0:2, 0:1, 3:2) Spielbericht | HK Mogo Riga | TRZ Terminal, Browary Zuschauer: 254 |

| 18. Oktober 2019 19:30 Uhr | HK Donbass Donezk | 7:0 (2:0, 2:0, 3:0) Spielbericht | KHK Roter Stern Belgrad | TRZ Terminal, Browary Zuschauer: 1.328 |

| 19. Oktober 2019 14:30 Uhr | HK Mogo Riga | 6:1 (2:0, 1:1, 3:0) Spielbericht | KHK Roter Stern Belgrad | TRZ Terminal, Browary Zuschauer: 311 |

| 19. Oktober 2019 18:30 Uhr | HK Donbass Donezk | 7:1 (2:0, 2:1, 3:0) Spielbericht | ASC Corona 2010 Brașov | TRZ Terminal, Browary Zuschauer: 1.514 |

| 20. Oktober 2019 14:30 Uhr | KHK Roter Stern Belgrad | 4:7 (0:2, 2:3, 2:2) Spielbericht | ASC Corona 2010 Brașov | TRZ Terminal, Browary Zuschauer: 329 |

| 20. Oktober 2019 18:30 Uhr | HK Mogo Riga | 2:3 n. P. (0:0, 0:1, 2:1, 0:0, 0:1) Spielbericht | HK Donbass Donezk | TRZ Terminal, Browary Zuschauer: 1.903 |

| Pl. |                         | Sp | S | OTS | OTN | N | Tore  | Punkte |
| 1.  | HK Donbass Donezk       | 3  | 2 | 1   | 0   | 0 | 17:03 | 8      |
| 2.  | HK Mogo Riga            | 3  | 2 | 0   | 1   | 0 | 13:07 | 7      |
| 3.  | ASC Corona 2010 Brașov  | 3  | 1 | 0   | 0   | 2 | 11:16 | 3      |
| 4.  | KHK Roter Stern Belgrad | 3  | 0 | 0   | 0   | 3 | 05:20 | 0      |

Abkürzungen: Pl. = Platz, Sp = Spiele, S = Siege, OTS = Siege nach Verlängerung (Overtime) oder Penaltyschießen, OTN = Niederlagen nach Verlängerung oder Penaltyschießen, N = Niederlagen

Erläuterungen: Qualifikation für die dritte Runde

### Gruppe D
| 18. Oktober 2019 16:00 Uhr (Ortszeit) | Ferencvárosi TC Budapest | 6:0 (3:0, 2:0, 1:0) Spielbericht | CH Txuri Urdin San Sebastián | Ritten Arena, Klobenstein Zuschauer: 250 |

| 18. Oktober 2019 20:00 Uhr | HK Olimpija Ljubljana | 1:2 n. P. (0:1, 1:0, 0:0, 0:0, 0:1) Spielbericht | Ritten Sport | Ritten Arena, Klobenstein Zuschauer: 678 |

| 19. Oktober 2019 16:00 Uhr | Ferencvárosi TC Budapest | 3:2 (2:2, 1:0, 0:0) Spielbericht | HK Olimpija Ljubljana | Ritten Arena, Klobenstein Zuschauer: 225 |

| 19. Oktober 2019 20:00 Uhr | Ritten Sport | 10:1 (1:1, 4:0, 5:0) Spielbericht | CH Txuri Urdin San Sebastián | Ritten Arena, Klobenstein Zuschauer: 837 |

| 20. Oktober 2019 14:00 Uhr | CH Txuri Urdin San Sebastián | 1:6 (0:0, 0:3, 1:3) Spielbericht | HK Olimpija Ljubljana | Ritten Arena, Klobenstein Zuschauer: 100 |

| 20. Oktober 2019 18:00 Uhr | Ritten Sport | 1:3 (1:2, 0:0, 0:1) Spielbericht | Ferencvárosi TC Budapest | Ritten Arena, Klobenstein Zuschauer: 1.278 |

| Pl. |                              | Sp | S | OTS | OTN | N | Tore  | Punkte |
| 1.  | Ferencvárosi TC Budapest     | 3  | 3 | 0   | 0   | 0 | 12:03 | 9      |
| 2.  | Ritten Sport                 | 3  | 1 | 1   | 0   | 1 | 13:05 | 5      |
| 3.  | HK Olimpija Ljubljana        | 3  | 1 | 0   | 1   | 1 | 09:06 | 4      |
| 4.  | CH Txuri Urdin San Sebastián | 3  | 0 | 0   | 0   | 3 | 02:22 | 0      |

Abkürzungen: Pl. = Platz, Sp = Spiele, S = Siege, OTS = Siege nach Verlängerung (Overtime) oder Penaltyschießen, OTN = Niederlagen nach Verlängerung oder Penaltyschießen, N = Niederlagen

Erläuterungen: Qualifikation für die dritte Runde

## Dritte Runde
Die dritte Runde des Continental Cups wurde vom 15. bis 17. November 2019 in zwei Gruppen ausgespielt. Die Spielorte waren die Frøs Arena im dänischen Vojens (mit Gastgeber SønderjyskE Ishockey, Gothiques d’Amiens (Frankreich), den Nottingham Panthers (Großbritannien) und Ferencvárosi TC als dem Sieger der Gruppe D) sowie in der Lodowisko im. Adama „Rocha“ Kowalskiego im polnischen Krakau (mit Gastgeber KS Cracovia, HK Njoman Hrodna (Belarus), HK Beibarys Atyrau (Kasachstan) und dem HK Donbass Donezk als dem Sieger der Gruppe C).
Die jeweils zwei Erstplatzierten der beiden Gruppen erreichten die Finalrunde.

### Gruppe E
| 15. November 2019 16:00 Uhr (Ortszeit) | Gothiques d’Amiens | 2:4 (1:1, 0:2, 1:1) Spielbericht | Nottingham Panthers | Frøs Arena, Vojens Zuschauer: 749 |

| 15. November 2019 19:30 Uhr | SønderjyskE Vojens | 3:1 (1:0, 1:1, 1:0) Spielbericht | Ferencvárosi TC Budapest | Frøs Arena, Vojens Zuschauer: 2.217 |

| 16. November 2019 16:00 Uhr | Nottingham Panthers | 2:3 (1:1, 0:2, 1:0) Spielbericht | Ferencvárosi TC Budapest | Frøs Arena, Vojens Zuschauer: 678 |

| 16. November 2019 19:30 Uhr | SønderjyskE Vojens | 3:1 (0:0, 0:1, 3:0) Spielbericht | Gothiques d’Amiens | Frøs Arena, Vojens Zuschauer: 2.519 |

| 17. November 2019 15:00 Uhr | Ferencvárosi TC Budapest | 1:5 (0:0, 0:2, 1:3) Spielbericht | Gothiques d’Amiens | Frøs Arena, Vojens Zuschauer: 521 |

| 17. November 2019 18:30 Uhr | Nottingham Panthers | 4:2 (1:0, 3:1, 0:1) Spielbericht | SønderjyskE Vojens | Frøs Arena, Vojens Zuschauer: 2.640 |

| Pl. |                          | Sp | S | OTS | OTN | N | Tore  | Punkte |
| 1.  | Nottingham Panthers      | 3  | 2 | 0   | 0   | 1 | 10:07 | 6      |
| 2.  | SønderjyskE Vojens       | 3  | 2 | 0   | 0   | 1 | 08:06 | 6      |
| 3.  | Gothiques d’Amiens       | 3  | 1 | 0   | 0   | 2 | 08:08 | 3      |
| 4.  | Ferencvárosi TC Budapest | 3  | 1 | 0   | 0   | 2 | 05:10 | 3      |

Abkürzungen: Pl. = Platz, Sp = Spiele, S = Siege, OTS = Siege nach Verlängerung (Overtime) oder Penaltyschießen, OTN = Niederlagen nach Verlängerung oder Penaltyschießen, N = Niederlagen

Erläuterungen: Qualifikation für das Super Final

### Gruppe F
| 15. November 2019 14:00 Uhr (Ortszeit) | HK Njoman Hrodna | 4:3 n. V. (2:0, 0:1, 1:2, 1:0) Spielbericht | HK Donbass Donezk | Lodowisko im. Adama „Rocha“ Kowalskiego, Krakau Zuschauer: 400 |

| 15. November 2019 19:00 Uhr | KS Cracovia Krakau | 3:2 (2:1, 0:0, 1:1) Spielbericht | HK Beibarys Atyrau | Lodowisko im. Adama „Rocha“ Kowalskiego, Krakau Zuschauer: 1.000 |

| 16. November 2019 14:00 Uhr | HK Beibarys Atyrau | 3:5 (1:1, 1:3, 1:1) Spielbericht | HK Donbass Donezk | Lodowisko im. Adama „Rocha“ Kowalskiego, Krakau Zuschauer: 900 |

| 16. November 2019 19:00 Uhr | HK Njoman Hrodna | 4:1 (0:0, 4:0, 0:1) Spielbericht | KS Cracovia Krakau | Lodowisko im. Adama „Rocha“ Kowalskiego, Krakau Zuschauer: 1.400 |

| 17. November 2019 14:00 Uhr | HK Beibarys Atyrau | 4:2 (2:2, 2:0, 0:0) Spielbericht | HK Njoman Hrodna | Lodowisko im. Adama „Rocha“ Kowalskiego, Krakau Zuschauer: 300 |

| 17. November 2019 19:00 Uhr | HK Donbass Donezk | 1:2 n. P. (0:0, 0:1, 1:0) Spielbericht | KS Cracovia Krakau | Lodowisko im. Adama „Rocha“ Kowalskiego, Krakau Zuschauer: 1.400 |

| Pl. |                    | Sp | S | OTS | OTN | N | Tore  | Punkte |
| 1.  | HK Njoman Hrodna   | 3  | 1 | 1   | 0   | 1 | 10:08 | 5      |
| 2.  | KS Cracovia Krakau | 3  | 1 | 1   | 0   | 1 | 06:07 | 5      |
| 3.  | HK Donbass Donezk  | 3  | 1 | 0   | 2   | 0 | 09:09 | 5      |
| 4.  | HK Beibarys Atyrau | 3  | 1 | 0   | 0   | 2 | 09:10 | 3      |

Abkürzungen: Pl. = Platz, Sp = Spiele, S = Siege, OTS = Siege nach Verlängerung (Overtime) oder Penaltyschießen, OTN = Niederlagen nach Verlängerung oder Penaltyschießen, N = Niederlagen

Erläuterungen: Qualifikation für das Super Final

## Super Final
Das Finale der besten vier Mannschaften fand vom 10. bis 12. Januar 2020 im dänischen Vojens statt. Der Austragungsort war die dortige Frøs Arena, die 5.000 Zuschauer fasst.

### Gruppe G
| 10. Januar 2020 16:00 Uhr (Ortszeit) | HK Njoman Hrodna J. Hurri (20:57) A. Kisly (26:02) | 2:0 (0:0, 2:0, 0:0) Spielbericht | KS Cracovia Krakau | Frøs Arena, Vojens Zuschauer: 673 |

| 10. Januar 2020 19:30 Uhr | SønderjyskE Vojens S. Frank (56:51) J. Maylan (PS) | 2:1 n. P. (0:0, 0:1, 1:0, 0:0, 1:0) Spielbericht | Nottingham Panthers B. Connelly (38:29) | Frøs Arena, Vojens Zuschauer: 3.368 |

| 11. Januar 2020 16:00 Uhr | Nottingham Panthers J. Hansen (27:19) J. Talbot (50:45) S. Herr (55:25) S. Herr (59:59) | 4:3 (0:2, 1:1, 3:0) Spielbericht | KS Cracovia Krakau D. Kapica (3:26) M. Vachovec (15:56) D. Kapica (21:47) | Frøs Arena, Vojens Zuschauer: 879 |

| 11. Januar 2020 19:30 Uhr | HK Njoman Hrodna A. Ljauscha (30:31) S. Maljauka (48:06) A. Sawinau (49:16) | 3:4 n. V. (0:0, 1:1, 2:2, 0:1) Spielbericht | SønderjyskE Vojens S. Frank (25:23) M. Little (43:52) M. Sharp (55:34) M. Little (63:18) | Frøs Arena, Vojens Zuschauer: 3.190 |

| 12. Januar 2020 15:30 Uhr | KS Cracovia Krakau A. Domogała (58:14) | 1:3 (0:1, 0:1, 1:1) Spielbericht | SønderjyskE Vojens M. Sharp (3:26) D. Nielsen (25:24) D. Nielsen (40:50) | Frøs Arena, Vojens Zuschauer: 4.107 |

| 12. Januar 2020 19:00 Uhr | Nottingham Panthers J. Hansen (26:38) R. Horvat (33:33) S. Herr (37:01) G. Golovkovs (58:50) | 4:3 (0:2, 3:1, 1:0) Spielbericht | HK Njoman Hrodna A. Kisly (1:31) R. Malinouski (15:10) A. Kisly (29:57) | Frøs Arena, Vojens Zuschauer: 1.118 |

| Pl. |                     | Sp | S | OTS | OTN | N | Tore | Punkte |
| 1.  | SønderjyskE Vojens  | 3  | 1 | 2   | 0   | 0 | 9:5  | 7      |
| 2.  | Nottingham Panthers | 3  | 2 | 0   | 1   | 0 | 9:8  | 7      |
| 3.  | HK Njoman Hrodna    | 3  | 1 | 0   | 1   | 1 | 8:8  | 4      |
| 4.  | KS Cracovia Krakau  | 3  | 0 | 0   | 0   | 3 | 4:9  | 0      |

Abkürzungen: Pl. = Platz, Sp = Spiele, S = Siege, OTS = Siege nach Verlängerung (Overtime) oder Penaltyschießen, OTN = Niederlagen nach Verlängerung oder Penaltyschießen, N = Niederlagen

## Auszeichnungen
Spielertrophäen
| Auszeichnung       | Spieler     | Team                |
| ------------------ | ----------- | ------------------- |
| Bester Torhüter    | Wital Trus  | HK Njoman Hrodna    |
| Bester Verteidiger | Mike Little | SønderjyskE Vojens  |
| Bester Stürmer     | Sam Herr    | Nottingham Panthers |

Die Auszeichnungen im Rahmen des Finalturniers erhielten Torwart Wital Trus vom HK Njoman Hrodna, der Verteidiger Mike Little in Diensten von SønderjyskE Vojens und der Stürmer Sam Herr, der bei den Nottingham Panthers unter Vertrag stand.
Die Krone des Topscorers sicherte sich Jake Hansen von den Nottingham Panthers mit sechs Scorerpunkten. Mit jeweils drei Toren zeichneten sich Sam Herr, ebenfalls von den Panthers, und Arzjom Kisly aus Hrodna als beste Torschützen aus. Die meisten Vorlagen gaben Hansen sowie sein Teamkollege Mark Matheson, die jeweils vier Tore auflegten. Die beste Fangquote unter den Torhütern wies Nicolaj Hendriksen vom Turniersieger aus Vojens vor, der 96,23 Prozent der Schüsse auf sein Tor parierte.

### IIHF-Continental-Cup-Sieger
| IIHF-Continental-Cup-Sieger SønderjyskE Vojens | Torhüter: Patrick Galbraith, Nikolaj Hendriksen, Adam Ohre Verteidiger: Kasper Diedrichsen, Daniel Galbraith, Daniel Hansen, Mike Little, Rasmus Lyø, Konsta Mäkinen, Oliver Nielsen, Christian Silfver Stürmer: Anders Biel, Frederik Bjerrum, Mathias Borring, Martin Eskildsen, Anders Førster, Steffen Frank, Phil Lane, Mads Lund, Josh MacDonald, Daniel Madsen, Justin Maylan, Daniel Nielsen, MacGregor Sharp Cheftrainer: Mario Simioni Assistenztrainer: Jan Jensen |